# Bendorf (Holstein)
Bendorf ist eine Gemeinde im südwestlichen Kreis Rendsburg-Eckernförde in Schleswig-Holstein.

## Geografie

### Geografische Lage
Das Gemeindegebiet von Bendorf erstreckt sich im Naturraum Heide-Itzehoer Geest (Haupteinheit Nr. 693) von Osten auf einem kurzen Stück bis an den Nord-Ostsee-Kanal heran. Im Norden der Gemarkung erstreckt sich der Forst Bondenschiften. Entlang des südlichen Gemeindeübergangs liegt das NATURA 2000-Schutzgebiet FFH-Gebiet Iselbek mit Lindhorster Teich beim Ortsteil Lohmühle.

### Ortsteile
Siedlungsgeografisch besteht die Gemeinde Bendorf aus den als Wohnplätze amtlich erfassten Ortsteilen zweier Dörfer (Bendorf und Oersdorf), sowie den kleineren Häusergruppen Hohenhörn, Keller (teilweise), Lohmühle, Scharfenstein und Viert, sowie der Höfesiedlung Bendorfer Feld.

### Nachbargemeinden
Unmittelbar an das Gemeindegebiet von Bendorf grenzen:
| Beldorf              | Hanerau-Hademarschen                        |        |
| Bornholt, Schafstedt | Kompassrose, die auf Nachbargemeinden zeigt | Thaden |
|                      | Holstenniendorf, Besdorf. Bokhorst          |        |

## Politik

### Gemeindevertretung
Bei der Kommunalwahl am 14. Mai 2023 wurden insgesamt neun Sitze vergeben. Die Kommunale Wählergemeinschaft Bendorf erhielt fünf Sitze und die Kommunale Wählergemeinschaft Oersdorf erhielt vier Sitze.

### Wappen
Die Gemeinde hat eine Wappengenehmigung seit 1984, der Entwurf des Wappens stammt von Herbert Kaulbarsch aus Bargteheide. Blasonierung: „Von Grün und Silber schräglinks im Wellenschnitt geteilt. Oben ein silberner Pferdekopf, unten ein rotes Mühlrad.“ Eine Flaggengenehmigung besteht seit 2002.

## Wirtschaft und Verkehr
Das Gemeindegebiet ist überwiegend landwirtschaftlich geprägt, es gibt jedoch auch einige Gewerbebetriebe. Im Ortsteil Keller befindet sich ein Gestüt.
Durch die beiden Dörfer in der Gemeinde führt die schleswig-holsteinischen Landesstraße 131 zwischen Hanerau-Hademarschen und Vaale. Auf dieser besteht auch die Anbindung an der Anschlussstelle gleichen Namens an der Bundesautobahn 23 (Nr. 6). Die östliche Rampe der wenig weiter westlich befindlichen Hochbrücke Hohenhörn erstreckt sich teilweise in der südlichen Gemarkung von Bendorf.